# Knyps z czubkiem

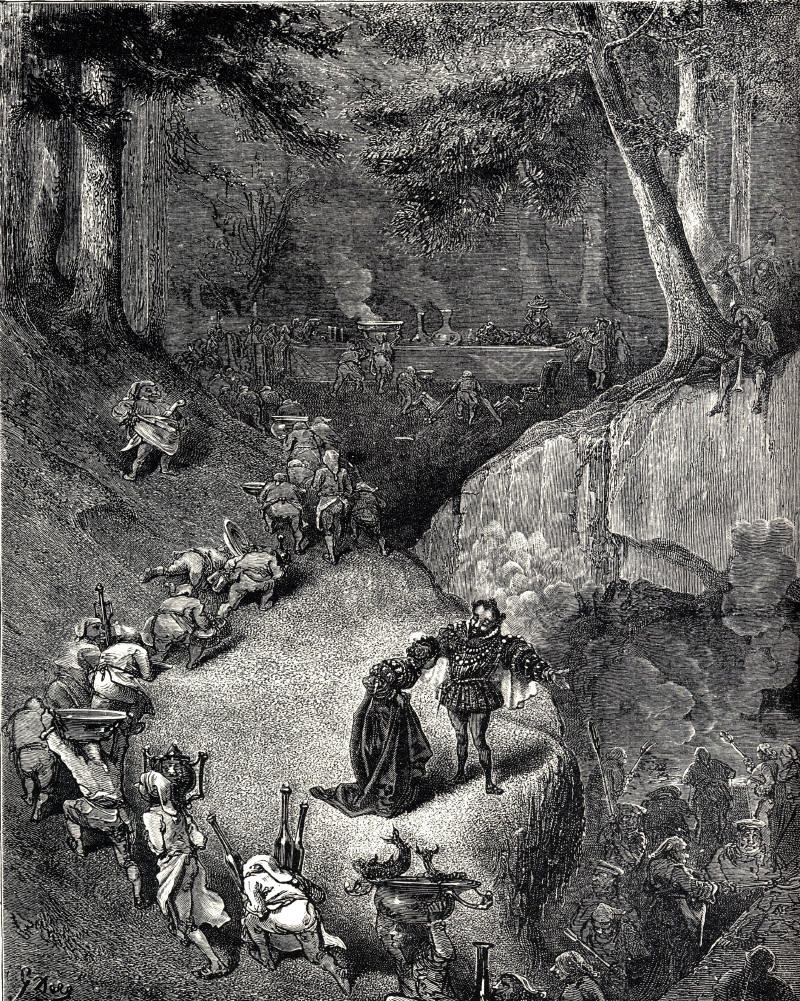
Ilustracja Gustave’a Dorégo

Knyps z czubkiem (fr. Riquet à la Houppe) – baśń przypisywana Charles’owi Perraultowi, opublikowana w 1697 w zbiorze Histoires ou contes du temps passé. Opowiada o brzydkim, ale inteligentnym księciu oraz pięknej, lecz głupiej królewnie.
Baśń Perraulta nie ma żadnego bezpośredniego odpowiednika w tradycji ludowej, choć zawiera elementy zbliżające ją do obiegowych wątków baśniowych, oznaczonych w międzynarodowej klasyfikacji Aarnego-Thompsona-Uthera jako ATU 425 ("Poszukiwanie zaginionego męża") i ATU 500 ("Imię pomocnika").
W polskich przekładach i adaptacjach imię bohatera tytułowego tłumaczone jest również jako Frant z czubkiem, Firek z czubkiem, Hipek z czubkiem, Fiks z czubkiem albo Henio Kosmyczek.

## Treść
Królowa ku swojej rozpaczy urodziła potwornie brzydkiego chłopca. Obecna przy narodzinach wróżka zapowiedziała jednak, że będzie on niezwykle inteligentny, a poza tym będzie mógł obdarzyć swoją inteligencją osobę, którą pokocha.
Kilka lat później królowa sąsiedniego państwa urodziła dwie córki. Starsza była niezwykle piękna, ale ta sama wróżka, która była przy narodzinach Knypsa, zapowiedziała, że będzie też bardzo głupia, natomiast młodsza, brzydka córka będzie odznaczać się mądrością. Aby pocieszyć królową, dodała, że starsza będzie mogła obdarzyć urodą wybraną przez siebie osobę.
Dziewczynki rosły. Jedna coraz bardziej piękniała, ale jednocześnie stawała się coraz głupsza i bardziej niezgrabna, druga zaś brzydła w oczach, ale była coraz mądrzejsza. Podczas dworskich przyjęć ta ładniejsza początkowo zwracała uwagę wszystkich młodzieńców. Jednak już po pierwszej rozmowie zniechęcała ich do siebie swoją głupotą. Z kolei młodsza córka początkowo nie miała powodzenia u chłopców. Kiedy jednak przemówiła, wszyscy byli oczarowani jej elokwencją.
Starsza księżniczka, przygnębiona głupotą, która zrażała do niej ludzi, poszła wypłakać się do lasu. Tam spotkała Knypsa, który zakochał się w jej portrecie i przyjechał poznać ją osobiście. Na pytanie o przyczynę swego smutku księżniczka wyznała, że cierpi z powodu swojej głupoty. Knyps zaproponował wówczas, że obdarzy ją inteligencją, jeśli zgodzi się za niego wyjść. Księżniczka po chwili wahania zgodziła się wziąć z nim ślub za rok.
Po powrocie do pałacu księżniczka olśniła wszystkich swoją elokwencją i błyskotliwością, przyćmiewając młodszą siostrę. Król zasięgał jej rady w sprawach państwowych, a okoliczni książęta starali się o jej rękę. Jeden z nich przypadł jej do gustu, ale przed przyjęciem jego oświadczyn pragnęła przemyśleć dokładnie sprawę podczas spaceru.
W lesie zobaczyła, jak spod ziemi wychodzi gromada kuchcików szykujących wspaniałą ucztę. Oświadczyli, że przygotowują się na wesele ich pana, Knypsa z Czubkiem. Wówczas księżniczka przypomniała sobie o danej rok wcześniej obietnicy. Wkrótce zjawił się sam Knyps. Księżniczka początkowo próbowała nakłonić go, by zrezygnował z małżeństwa, kiedy jednak zapytał, czy oprócz wyglądu jest w nim coś, co jej się nie podoba, musiała przyznać, że nic takiego nie ma. Za radą Knypsa skorzystała z daru otrzymanego przy narodzinach od wróżki, aby zmienić go w pięknego młodzieńca. Narrator dopuszcza jednak możliwość, że pozostał równie brzydki jak przedtem, tylko księżniczka patrzyła na niego oczyma pełnymi miłości.
Baśń Perraulta kończy się dwoma wierszowanymi morałami. Pierwszy z nich mówi, że wszystko, co kochamy, wydaje się nam piękne i mądre, drugi natomiast, że najbardziej porusza serce nie uroda, lecz urok, który dostrzeże tylko zakochana osoba.

## Ciekawostki
W tym samym czasie co tekst Perraulta powstała baśń pod tym samym tytułem autorstwa Catherine Bernard. Riquet jest tam królem gnomów, który proponuje bohaterce imieniem Mama, że obdarzy ją inteligencją, jeśli zgodzi się za niego wyjść. Dziewczyna zgadza się, ale wkrótce zakochuje się w pięknym młodzieńcu i żałuje danej obietnicy. Zabrana przez Riqueta do jego podziemnego królestwa, wykorzystuje otrzymaną od niego bystrość umysłu, by aranżować schadzki z kochankiem. Zdradzony Riquet odkrywa jednak prawdę i przy pomocy czarów nadaje rywalowi swój własny wygląd, przez co Mama nie potrafi już odróżnić męża od kochanka.
Inspiracją dla baśni Perraulta i Bernard mógł być ten sam pomysł, na którym opierała się Marie-Jeanne L’Héritier de Villandon, pisząc w tym samym czasie baśń Ricdin-Ricdon. Tytułowy bohater to diabeł, który oferuje bohaterce czarodziejską różdżkę; jeśli jednak zwracając ją, nie będzie pamiętała jego imienia, znajdzie się w jego władzy.
Utwór Perraulta zainspirował z kolei Jeanne-Marie Leprince de Beaumont do napisania jednej z baśni w dydaktycznym zbiorze dialogów Le Magasin des enfants (1756). Brzydki książę o imieniu Spirituel (Błyskotliwy) obdarza tam inteligencją piękną księżniczkę, ona jednak nie daje mu w zamian urody, ponieważ nie przeszkadza jej jego wygląd.